# Bertrand Méheust
Bertrand Méheust (12 de julio de 1947) es un escritor francés, especialista en parapsicología. Anteriormente profesor de filosofía en Troyes (Lycée Camille Claudel) ahora retirado, es doctor en sociología y miembro del comité directivo del Institut métapsychique international.

## Trabajo
En 1978, Bertrand Méheust publicó un libro que planteó la cuestión de la anticipación de la ciencia ficción al fenómeno ovni. ¿Cómo explicar que los autores pulp de principios del siglo XX pudieran presentar con tal detalle un fenómeno que no aparecería hasta varios años después, si se considera que es en 1947 con la observación de Kenneth Arnold que comienza la historia de los ovnis? El libro es citado regularmente por escépticos que lo ven como un fuerte argumento a favor del modelo sociopsicológico del fenómeno ovni. En este libro, fuertemente influenciado por Carl Gustav Jung, Meheust defiende la hipótesis extraterrestre en segundo grado.
En 1999, publicó su tesis académica en dos volúmenes bajo el título Somnambulisme et médiumnité. El libro hace un balance de las controversias suscitadas por la parapsicología, pero también por la psicología. Recorre la historia de la investigación, las teorías y los conceptos engendrados por la cuestión de los potenciales ocultos del ser humano desde finales del siglo XVIII. Bertrand Méheust es actualmente uno de los principales expertos en el campo de la metapsíquica en el idioma francés y, como tal, está llamado a responder regularmente a los argumentos de los escépticos francófonos, especialmente los zeteticistas. Publicó desde esta perspectiva Devenez savants: découvrez les sorciers en respuesta al controvertido libro de Henri Broch y Georges Charpak Devenez sorciers, devenez savants, acerca del estudio de los fenómenos psicológicos y paranormales.
Al analizar el libro Somnambulisme et médiumnité, Georges Bertin escribió:

Contra la irrevocable certeza sartreana de que toda conciencia es inaccesible para cualquier otra conciencia, el autor instruirá histórica y sociológicamente, en pro y en contra, el proceso del magnetismo, la metagnomía y la lucidez magnética desatendidas por el racionalismo. Se une a Lucien Lévy-Bruhl y su teoría de la pertenencia: un ser humano forma con los objetos que le pertenecen un sistema vivo.

Planteando entonces, desde el modelo de "describir/construir", la cuestión de la indecibilidad de tal conocimiento, Méheust se pregunta cómo los fenómenos observados se basan en las propiedades primarias de la psique humana y cómo se relacionan con la cultura, creyendo que de todas las culturas que han integrado y actualizado esta potencialidad, la cultura occidental es la única que ha optado por el rechazo.

## Publicaciones
- Science-fiction et soucoupes volantes - Une réalité mythico-physique, préfacé de Aimé Michel, Mercure de France 1978 - Thèse "mythico-physique" du phénomène des soucoupes volantes. Réédition revue et augmentée le 11 mai 2007 aux Éditions Terre De Brume, collection Pulp Science.
- Soucoupes Volantes et Folklore, Mercure de France, Paris 1985, ISBN 2-902702-71-X. En soucoupes volantes - vers une ethnologie des récits d'enlèvements - Sur les cas d'abductions, réédité par Imago, 1992.
- Somnambulisme et médiumnité (Synthélabo, Les Empêcheurs de penser en rond, 1999), Le défi du magnétisme (tome 1, ISBN 2843240662), Le choc des sciences psychiques (tome 2, ISBN 2843240689).
- Retour sur l' "Anomalie belge", Le Livre Bleu Éditeur, Marseille, 2000, ISBN 2-912607-01-9.
- Ouvrage collectif sous la dir. d'E.J. Duits et E. Raulet, Paranormal entre mythes et réalités, Dervy, mai 2002 : Le phénomène Ovni  - Métamorphose d'une mythe et émergence d'une réalité (débat avec Jacques Vallée), Le Somnambulisme.
- Un voyant prodigieux – Alexis Didier, 1826-1886, Les Empêcheurs de penser en rond, 2003.
- Devenez savants : découvrez les sorciers - lettre à George Charpak, Dervy, 2004 - (Réponse au livre Devenez sorciers, devenez savants de Georges Charpak et Henri Broch).
- Ouvrage collectif, Le Mythe : Pratiques, récits, théories ; Volume 3 : Voyance et Divination, approches plurielles. Avec P. L. Rabeyron et M. Zafiropoulos., Anthropos-Economica, 2004.
- 100 Mots pour comprendre la voyance. Ed. Les Empêcheurs de Penser en Rond, octobre 2005.
- Le dégout et l'effroi, La nécessité d'un changement d'alliance, in La guerre des psys, Manifeste pour une Psychothérapie Démocratique. Sous la direction de Tobie Nathan, Les Empêcheurs de Penser en Rond, mars 2006.
- Histoires paranormales du Titanic, Ed. J’ai Lu, 2006.
- La Politique de l’oxymore, Les Empêcheurs de Penser en Rond, mars 2009.
- Les miracles de l'esprit : Qu'est ce que les voyants peuvent nous apprendre ?, Les Empêcheurs de Penser en Rond, La découverte, janvier 2011.
- La nostalgie de l'Occupation : Peut-on encore se rebeller contre les nouvelles formes d'asservissement ?, Les Empêcheurs de Penser en Rond, La Découverte, février 2012.
- Jésus thaumaturge. Enquête sur l'homme et ses miracles, InterEditions, 2015 ISBN 9782729615376